# Лихопои
Лихопои — дворянский род.
Происходит от Опешнянского сотника Гадяцкого полка Филона Лихопоя (1699 г., в 1687—1688 гг. — кошевой атаман). Род Лихопоев внесен в I часть родословной книги Черниговской губернии.

## Описание герба
Щит рассечён. В 1, червлёной, части серебряный бунчук, увенчанный таким же, рогами вверх, полумесяцем; во 2, лазуревой, части серебряный держащий золотой камень журавль, сопровождаемый серебряною о шести лучах звездою.
Щит увенчан дворянскими шлемом и короной. Нашлемник: два накрест положенных серебряных бунчука, увенчанных таким же, рогами вверх, полумесяцами. Намёт на щите справа червлёный, слева лазуревый, подложен серебром. Герб Лихопоя (Лихопой) внесён в Часть 11 Общего гербовника дворянских родов Всероссийской империи, стр. 45.